# Jan Archibald
Jan Archibald es una maquilladora francesa ganadora del premio Óscar en la categoría de Mejor Maquillaje por trabajar en la película francesa "La Vida en Rosa", que le valió además un premio BAFTA en la misma categoría. Estos premios los compartió junto al también maquillista Didier Lavergne quién también trabajó en el maquillaje de la actriz Marion Cotillard para interpretar el papel de la asombrosa cantante Edith Piaf.

## Premios y nominaciones
Premios Óscar
| Año  | Categoría        | Película        | Resultado |
| ---- | ---------------- | --------------- | --------- |
| 2008 | Mejor maquillaje | La vida en rosa | Ganador   |